# Аделаїда Савойська
Аделаїда Савойська (фр. Adélaïde de Savoie, 1100-1154) — друга дружина французького короля Людовика VI, мати Людовика VII, Філіпа Французького та Генріха Французького.